# Afromochtherus sathus
Afromochtherus sathus là một loài ruồi trong họ Asilidae. Afromochtherus sathus được Londt miêu tả năm 2002. Loài này phân bố ở vùng nhiệt đới châu Phi.